# M/S Svea
Svea, färja 335, är en av Trafikverket Färjerederiets färjor. Den gick på Gräsöleden tillsammans med M/S Veronica, det vill säga sträckan mellan Gräsö och Öregrund i Öregrundsgrepen. Den övergick sedan till att vara reservfärja för Skenäsleden, Skanssundsleden, Tynningöleden och Furusundsleden.

## Historia
Färjan byggdes av AB Åsi-Verken i Åmål och levererades till Statens vägverk 1979 där den då sattes in på Gräsöleden.
1992 döptes färjan om till Ulrika.
Den 15 augusti 1997, sattes färjan in mellan Skenäs och Säter, då döptes färjan om till Svea.
1999 byggdes färjan om.
I april 2004 sattes färjan in mellan Fårösund och Broa.
2005 sattes hon in mellan Skenäs och Säter.
Den 10 oktober 2006 blev hon reservfärja.
I augusti 2011 sattes Svea in som reservfärja för leden Furusund - Köpmanholm.
I september 2011 blev hon reservfärja i Öregrund.
I april 2014 blev Svea reservfärja för leden Furusund - Köpmanholm igen.
Den 30 november 2014 sattes färjan in som reservfärja på Gräsöleden.